# Alta (Utah)
Alta – miejscowość w Stanach Zjednoczonych, w stanie Utah, w hrabstwie Salt Lake.